# Pierre Carous
Pierre Carous, né le 17 septembre 1913 à Vieux-Condé (Nord) et mort le 14 janvier 1990 à Valenciennes (Nord), est un avocat et homme politique français. Maire de Valenciennes de 1947 à 1988, il est également parlementaire pendant près de 30 ans, d'abord à l'Assemblée nationale (1958-1962) puis au Sénat (1965-1990).

## Biographie
Pierre Carous effectue ses études secondaires à Valenciennes et à Lille, puis s'inscrit à la Faculté de droit de Lille. Docteur en droit, il s'inscrit en 1935 comme avocat au barreau de Valenciennes, dont il devient le bâtonnier en 1955.
Pierre Carous enlève en octobre 1947 la mairie de Valenciennes au PCF. En 1949, il est élu Conseiller général du Canton de Valenciennes-Est et assume les responsabilités de vice-président du Conseil général du Nord de 1952 à 1955.
Le 30 novembre 1958, il se présente aux élections législatives dans la 19e circonscription du Nord et bat le député communiste sortant Arthur Musmeaux. Il est battu aux élections législatives du 25 novembre 1962. Il ne recueille que 25 485 voix contre 28 385 à son adversaire communiste Arthur Musmeaux.
Le 26 septembre 1965, il se présente aux élections sénatoriales. Il est élu sénateur du Nord sur la liste d'Union pour la défense de la Ve République. Il est réélu jusqu'en 1990.
Il se donne la mort le 14 janvier 1990, d'une décharge de fusil de chasse. De nombreuses personnalités historiques du Rassemblement pour la République assisteront à ses funérailles tels que Jacques Chirac, Charles Pasqua ou encore Alain Poher.